# Удружење српско-руског пријатељства „Род”
Удружење српско - руског пријатељства "Род" Средња Бачка из Врбаса је регионално удружење основано 13. децембра 2007. године у циљу јачања и неговања пријатељских веза српског и руског народа, ради афирмације и промоције руске културе, језика и уметности у Србији и јачања историјских, културних и привредних веза два народа. Делује као регионално удружење, са својим активним подружницама у општинама Оџаци, Србобран и Мали Иђош.

## Оснивачка скупштина
Пре оснивачке скупштине, чланови Иницијативног одбора српско - руског пријатељства су се повезали са Иваном Жигон, председницом Друштва српско - руског пријатељства и Владимиром Кутириним, директором Руског дома у Београду, са којима су остварили значајне договоре у вези са даљим радом на организацији регионалног удружења у Врбасу.
Оснивачка скупштина одржана је 13. децембра 2007. године, на дан Светог апостола Андреја Првозвнаног.
На скупштини је донета Одлука о оснивању, Статут и Општи програм рада Удружења. Као оснивачи Удружења наводе се : Радољуб Ускоковић, Љубомир Тијанић, Здравко Војиновић, Млађен Самарџић, Миленко Ћирић, Радомир Ускоковић, Љубисав Срдановић, Војислав Пејовић, Лука Милорадов, Мирко Копривица, Марко Кековић, Милован Тијанић, Самуило Тијанић, Милорад Маретић, Славко Вујошевић. За председника Удружења изабран је Радољуб Ускоковић.
Према статуту, Удружење "Род" има председника, извршни одбор са 11 чланова и скупштину коју чине сви чланови Удружења, којих  има их близу 700.
Оснивачкој скупштини су присуствовали и пуковник Срећко Михајиловић, бивши војни аташе у Москви, Владимир Кутирин, директор Руског дома у Београду, Жељко Лаиновић, тадашњи председник Општине Врбас и представници Српске православне цркве отац Дејан Станојев, архијерејски намесник Бачке епархије и јереј Цветко Миливојевић, старешина храма Ваведења Пресвете Богородице у Врбасу.
Истог дана када је одржана оснивачка Скупштина Удружења српско - руског пријатељства "РОД" Врбас, на седници Скупштине Општине Врбас већином гласова одборника донета је одлука о проглашењу Владимира Путина за почасног грађанина Врбаса. Седници СО Врбас присуствовао је и саветник амбасадора Русије у Србији, Олег Булдаков. Врбас је трећа општина у Србији која је донела такву одлуку, одмах након Рашке и Младеновца.

## Сабор удружења на нивоу Србије
Први сусрет свих Удружења српско-руских пријатељстава у Републици Србији одржан је 10. октобра 2009. године у Врбасу, на иницијативу Удружења "Род". Сусрет је био организован пригодом прославе 65 година ослобођења од фашизма и посете председника Руске Федерације Димитрија Медведева Србији.
У свечаној сали Општине Врбас уприличен је пријем којем су присуствовали Александар Конузин, амбасадор Русије у Србији, Владимир Кутирин, директор Руског дома, Борислав Стефановић, помоћник државног секретара иностраних послова Републике Србије, и делегације удружења из следећих градова: Београда, Новог Сада, Параћина, Пожаревца, Ниша, Малог Црнића, Свилајнца, Петровца на Млави, Велике Плане, Суботице, Зрењанина, Бачке Паланке, Куле, Турије, Сремске Митровице, Темерина, Лознице, Сомбора, Шапца, Краљева, Штрпа, Косовске Митровице, Смедеревске Паланке, Бечеја и Обреновца.
Првим сусретом основан је Сабор удружења и друштава српско-руског пријатељства Републике Србије, са седиштем у Београду. За председника Сабора изабрана је Ивана Жигон.
Одржано је укупно седам Сусрета друштава и удружења српско-руског пријатељства, од којих је шест одржано у Врбасу. Том приликом, једна од активности била је полагање венаца на споменик палим борцима НОР-а у Врбасу, а од 2010. године и на споменик Црвеноармејцима у Врбасу.

## Обнова споменика Црвеноармејцима
Једна од значајнијих активности Удружења "Род" је обнова споменика борцима Црвене армије 2010. године и проглашење Трга Црвене армије 2013. године у Врбасу.
Већ од новембра 2009.године, Удружење је покренуло широку акцију сакупљања подршке од стране бројних удружења и самих грађана Врбаса путем анкете, а подршку су пружиле и Амбасада Русије у Србији и Скупштина Општина Врбас. Уз сарадњу са Амбасадом Русије, која је финансирала израду споменика, и Општине Врбас која је финансирала уређење трга око споменика, 20. октобра 2010. године свечано је откривен обновљени споменик. Свечаном откривању присуствовали су амбасадори Русије, Украјине и Белорусије, представници народа који су чини Црвену армију, као и представници Општине Врбас, Удружења "Род" и велики број грађана.

## Представљање Врбаса у Руском дому
У Руском дому, у оквиру програма "Представљање региона и градова Србије", Удружење "Род" је у два наврата организовало представљање Врбаса.
У марту 2008. године, кроз програм "Дани Врбаса" у Руском дому Врбас је представљен изложбом Удружења ликовних уметника општине Врбас у трајању од 15 дана, затим изложбом Музејске збирке о културном наслеђу Врбаса, и културно-уметничким програмом у реализацији Културног центра Врбаса.
У новембру 2013. године, кроз програм "Градови и региони Србије", представљањени су привредни, туристички и културни потенцијали Општине Врбаса путем промотивног видеа о граду и организована је дегустација производа по којима је Врбас препознатљив. У целовечерњем концерту наступили су рецитатори као и певачке и фолклорне групе Културног центра Врбаса и КУД Карпата из Врбаса и вокално-инструментални састав Удружења "Род".

## Донирање бисте краља Александра I Карађорђевића Руском дому
Поводом стогодишњице од почетка Првог светског рата и осамдесетогодишњице од смрти краља Александра I Карађорђевића, Удружење "Род" је Руском дому у Београду поклонило бисту краља Александра, рад врбаског вајара Љубисава Срдановића.
Средства за израду бисте прикупљана су током девет месеци од привредника и грађана Врбаса и чланова Удружења.
На свечаности поводом откривања бисте у Руском дому, 10. октобра 2014. године, присутвовали су Александар Чепурин, амбасадор Руске Федерације у Србији, Александар II Карађорђевић, старешина краљевске породице Карађорђевића, аутор бисте Љубисав Срдановић, председник општине Врбас, свештеници Руске и Српске православне цркве и чланови Удружења "Род".

## Фонд књига на руском језику
На иницијативу Удружења "Род", остварена је сарадња између Народне библиотеке "Данило Киш" у Врбасу и Руског дома, која је резултирала формирањем фонда књига на руском језику у врбаској библиотеци.
Руски дом из Београда донирао је више стотина савремених књига, учила и дискова на руском језику, а професори руског језика и грађани из Врбаса прикупили су још око 150 руских наслова, што чини укупан фонд од преко 400 књига.
Значајан подстицај у стварању овог одељка при библиотеци допринела је и донација врбаској библиотеци од стране породице Вујошевић са око 40 књига.

## Учествовање на XII Свесловенском сабору у Москви
На XII Свесловенском сабору одржаном у Москви од 18. до 24. маја 2015. године, у оквиру делегације из Србије били су и чланови Удружења "Род".
Сабор је био посвећен 70-годишњици од завршетка Другог светског рата. На Сабору своје представнике имале су готово све словенске земље.
Током трајања манифестације представљен је већи број реферата на тему свесловенског заједништва и јачања веза међу словенским народима.

## Братимљење са градом Костромом
12. августа 2017. године у Костроми потписан је Споразум о братимљењу градова Врбаса и Костроме, које је иницирало Удружење "Род". Споразум је отворио могућности повезивања у областима образовања и културе, преко спорта, туризма и заштите животне средине, до сарадње у областима привреде.

## Остале активности Удружења "Род"
Од самог настанка Удружења, један од главних задатака био је рад на афирмацији руског језика, те је у том циљу установљен курс руског језика. Курс за почетнике (А1) одржан је први пут 2010. године и од тада се континуирано одржава. Настава се одвија према програмима и уџбеницима препорученим од стране Дома руске културе у Београду.
Приликом посете граду Тула у Русији маја 2012. године, Удружење "Род" је отварило сарадњу са образовним институцијама из Русије и учешће у програму "Трансбалканске међународне сарадње". Наредне године, деветочлана делегација професора и студената Педагошког факултета из Тула боравила је у посети Врбасу.
Удружење "Род" је организовало бројна гостовања уметника из Русије.
Године 2010. оранизовали су солистички концерт оперске и концертно-камерне певачице Лилије Паршакове у свечаној сали Гимназије "Жарко Зрењанина" у Врбасу. 27. августа 2011. године у сарадњи са Удружењем српско-руског пријатељства из Шапца организован је у Врбасу наступ дечјег инструменталаног ансамбла "Радоњица" и плесне групе "Улипка" из Русије, који су овом приликом извели класичне и модерне композиције и игре уз традиционалну руску музику.
Удружење "Род" је у више наврата организовало гостовања професионалних и аматерских фолклорних ансамбла из Русије.
15. марта 2013. године у оквиру прославе "Руске масленице" широм Србије, у Врбасу су одржани концерти фолклорних ансамбала из Русије: московског ансамбла игара "Руски мотиви" и фолклорног ансамбла "Васкресење" из града Липецека.
У октобру 2015. године, на свом пропутовању за Грчку, гостовале су фолклорне групе из града Костроме из Русије које су одржале концерт на главном градском тргу. Наредне године, у августу 2016. професионалци и аматери културно-уметничких друштава из Костроме започели су у Врбасу своју турнеју кроз Србију под називом "Путевима добра". Након обиласка Градског музеја и ликовне галерије Културног центра Врбаса, гости из Костроме одржали су концерт у сали Дома културе суседног места Мали Иђош. Концерт руских фолклорних ансамбала из Костроме одржан је и јуна 2017. године на главном градском тргу у Врбасу, у склопу турнеје по Србији под називом "На таласима љубави и пријатељства".
Популаризацију руске културе Удружење остварује и путем приказивања руских филмова у биоскопу "Југославија" у Врбасу, током програма "Недеље руског филма" који се одржава сваке године у првој половини октобра месеца.
Удружење је организовало и бројне промоције књига и књижевне вечери. Тако је 2013. године уз сарадњу са Гимназијом у Врбасу организовало књижевно вече посвећено стваралаштву Михаила Шолохова. Наредне године организовало је трибину доктора историјских наука Јелене Гускове са Московског института за славистику која је том приликом представила своје две књиге.

## Галерија
- Изложба Градског музеја у Руском дому 2008.
- Биста краља Александра I Карађорђевића, рад Љубисава Срдановића